# 防府市スポーツセンター野球場
防府市スポーツセンター野球場（ほうふしスポーツセンターやきゅうじょう）は、山口県防府市の防府市スポーツセンターにある野球場。元々は財団法人防府スポーツセンター運営の野球場で「防府スポーツセンター野球場」と称していたが、2013年（平成25年）に財団法人が解散され防府市の直営に移管された。アシックス・ビークルーエッセ・羽嶋松翠園・日本水泳振興会共同体が防府市スポーツセンター全体の指定管理者として管理している。
防府市スポーツセンターは2020年（令和2年）から命名権を導入。市内にグループ会社（協和発酵バイオ）の工場があるキリンビバレッジが防府市スポーツセンターの命名権を取得し、2020年4月1日からキリンレモンスタジアム野球場となっていた。その後、2025年3月末で命名権契約が満了となり「キリンレモンスタジアム｣の愛称を終了した。
2025年8月から防府市スポーツセンターの施設命名権者は広島県東広島市のダイキョーニシカワとなる予定である。

## 施設
1975年の開場以来、防府市設野球場に代わり、防府市のメイン球場として稼働している。2002年 - 2004年には横浜ベイスターズの二軍（湘南シーレックス）が「長州里帰りシリーズ」として本球場と、同じ山口県内の宇部市野球場・下関球場にて3連戦を行った。
2024年（令和6年）7月20日にリニューアルオープンし、天然芝が改修され大型ビジョンが設置されるとともに球速表示を導入した。また、学童野球規格グラウンドに変更可能な仕様とし、ホームランフェンスを設置できるようになった。

## プロ野球開催実績

### オープン戦
- 1976年3月16日 読売ジャイアンツ-近鉄バファローズ
- 1977年3月12日 ヤクルトスワローズ-日本ハムファイターズ

### イースタン・リーグ公式戦
- 1978年5月5日 読売ジャイアンツ1-4日本ハムファイターズ
- 1994年5月3日 読売ジャイアンツ3-2ヤクルトスワローズ
- 2002年8月25日 湘南シーレックス4-1読売ジャイアンツ
- 2003年7月26日 湘南シーレックス2-3読売ジャイアンツ
- 2004年8月21日 湘南シーレックス4-5読売ジャイアンツ

### ウエスタン・リーグ公式戦
- 1991年6月1日 広島東洋カープ6-4中日ドラゴンズ 勝：紀藤真琴 敗：田中富生 本：前原博之（D）,小早川毅彦（C） 盗：清水雅治

## アクセス
- JR山陽本線 防府駅から徒歩約48分
- 防長交通「スポーツセンター入口」バス停下車すぐ（防府駅から約13分ほど）